# Marc-Antoine Mathieu
Pour les articles homonymes, voir Mathieu.
Marc-Antoine Mathieu est un dessinateur et scénariste de bande dessinée, né en 1959 à Antony (Seine). Il est notamment l'auteur de la série Julius Corentin Acquefacques, prisonnier des rêves. Il est également scénographe, à travers l'atelier Lucie Lom qu'il a cofondé avec Philippe Leduc.

## Biographie
Marc-Antoine Mathieu est né en 1959 à Antony. Il grandit à Angers où il suit les cours de l'école des beaux-arts. Il travaille le graphisme et la scénographie dans l'atelier « Lucie Lom ». Il commence par publier dans différentes revues telles que Marcel, Le Banni et Morsures. Son premier livre paraît aux éditions Futuropolis en 1988.
En 1990, il publie L'Origine chez Delcourt, premier tome de sa série Julius Corentin Acquefacques, prisonnier des rêves. Le héros de l'histoire, Julius Corentin Acquefacques travaille au ministère de l'Humour. Un jour il reçoit une lettre qui contient la planche no 4 d'une bande dessinée nommée l'origine, qui figure au début du récit. Julius commence alors à se questionner sur le sens de son monde, sur le destin, sur l'existence d'un être supérieur…
Cet album reçoit l'Alph-Art Coup de Cœur à Angoulême 1991. Six tomes supplémentaires ont suivi jusqu'à ce jour : La Qu…, Le Processus (Meilleur scénario à Angoulême 1994), Le Début de la fin, La 2,333e Dimension, Le Décalage et L'Hyperrêve.
Marc-Antoine Mathieu a également reçu le Prix du Meilleur Album pour Le Dessin, au Festival de Sierre en 2002.
En octobre 2006 paraît Les Sous-sols du Révolu  - Extraits du journal d'un expert.
En octobre 2016, sort S.E.N.S VR, l'adaptation vidéoludique de la bande dessinée éponyme ainsi que Otto, l'homme réécrit dans lequel il livre une réflexion sur la conscience de soi et le libre-arbitre.
Il crée l'affiche de l'édition 2025 du tournoi de tennis de Roland-Garros, révélée fin 2024.

## Expérimentation
Dans plusieurs de ses albums (notamment dans la série Julius-Corentin Acquefacques), Marc-Antoine Mathieu joue avec le livre-objet avec des expérimentations telles que l'anti-case (espace vide au milieu d'une planche), un album à double-sens de lecture, la 3D.
Il est l'artiste résident de l'Université de Tours pour l'année 2010-2011. Autour de différents colloques, il mène un laboratoire avec une quinzaine d'étudiants qui aboutit en avril 2011 à une exposition qui a pour thème le détournement d'images publicitaires.
Le format est également une source d'expérimentation : dans Otto, l’homme réécrit, il utilise un format à l'italienne et seulement deux cases par page. « J’ai choisi de confronter des images muettes, et un texte sans images. J’utilise, comme dans plusieurs de mes livres, le zoom. Cela amène une lecture en profondeur, tout en cassant la linéarité. Je peux aussi créer des parenthèses verticales dans un déroulé horizontal. »

## Analyse
L'œuvre de Marc-Antoine Mathieu regorge de « prouesses conceptuelles » et d'expérimentation sur la matérialité même du livre. C'est un « dynamiteur du langage de la bande dessinée ». On retrouve ainsi pêle-mêle dans son œuvre une multitude de formats d'ouvrages, des cases découpées, l'irruption de la troisième dimension, des collages, des récits qui s'entrecroisent, un abandon de l'illustration de couverture, etc. De même, dans son œuvre principale Julius Corentin Acquefacques, prisonnier des rêves, la bande dessinée devient en elle-même, par sa matérialité livresque et le dessin qui la composent, l'origine des péripéties et des rebondissements du héros et de ses compagnons (disparition du point de fuite et de la perspective, anti-case, apparition d'une troisième dimension, intrigue qui n'apparait pas aux protagonistes, etc.). Il participe de l'évolution actuelle de la bande dessinée vers le roman graphique.
D'une manière plus générale, le livre en tant qu'objet et en tant que symbole est omniprésent dans l'œuvre de Mathieu. Ainsi, dans nombre de ses ouvrages, le livre joue un rôle auprès des protagonistes. Dans Les sous-sols du Révolu, un registre est transmis de main en main ; dans Dieu en personne, Dieu est un auteur de best-seller ; dans L'Ascension, le héros est un moine bibliothécaire avec un journal ; dans Mémoire morte, le héros se rend à la « très grand bibliothèque » ; dans SENS, le héros découvre un livre vierge ; etc..

## Influences
Ses sources d'inspiration sont, entre autres, Franz Kafka et son atmosphère absurde et angoissante, Winsor McCay (auteur de Little Nemo in Slumberland) et Fred (auteur de Philémon). Ainsi, le personnage de son œuvre principale, Julius Corentin Acquefacques – dont le nom même est phonétiquement Kafka inversé – chute au bas de son lit au commencement de chaque album, situation très fréquemment vécue par Little Nemo en clôture de ses aventures.
Les œuvres de Marc-Antoine Mathieu ont donné lieu à des études universitaires de Mélanie Lamarche-Amiot, Dany Rasemont ou de Frank Leinen.

## Œuvre

### Albums de bande dessinée
- Paris-Mâcon, avec son frère Jean-Luc Mathieu (leur nom est repris au pluriel avec un x sur l'album : Mathieux[9]) (éditions Futuropolis, collection X, 1988)
- Julius Corentin Acquefacques, prisonnier des rêves (éditions Delcourt)

1. L'Origine 1990  (ISBN 2906187798)
2. La Qu... 1991  (ISBN 2906187690)
3. Le Processus 1993  (ISBN 2840550113)
4. Le Début de la fin / La fin du début 1995  (ISBN 2840550563)
5. La 2,333e Dimension 2004  (ISBN 2847891609)
6. Le Décalage 2013  (ISBN 978-2-7560-3108-8)
7. L'Hyperrêve (2020)  (ISBN 978-2-413-01858-2)

- La Mutation (éditions L'Association, collection Patte de mouche, 1995)  (ISBN 2909020363)
- Le Cœur des ombres (éditions L'Association, collection Patte de mouche, 1998)  (ISBN 2909020959)
- Mémoire morte (éditions Delcourt, 2000)  (ISBN 2840554100)
- Le Dessin (éditions Delcourt, 2001)  (ISBN 2840557851)
- Le Peintre Touo-Lan (éditions de l'An 2, collection Roman Visuel, 2004)  (ISBN 2848560282)
- L'Ascension et autres récits (éditions Delcourt, Hors collection, 2005)  (ISBN 2847891617)
- Les Sous-sols du Révolu Extraits du journal d'un expert (éditions Futuropolis/Musée du Louvre Éditions, 2006)  (ISBN 2-75480-050-6)
- La Voiture symétrique (éditions L'Association, collection Patte de mouche, 2007)
- Dieu en personne (éditions Delcourt, 2009) - Grand Prix de la Critique de l'ACBD 2010
- Rupestres !, collectif, avec Étienne Davodeau, David Prudhomme, Troub's, Emmanuel Guibert et Pascal Rabaté, Futuropolis, 2011.
- 3" (éditions Delcourt, 7 septembre 2011)
- Labyrinthum (éditions L'Association, collection Patte de mouche, 2014)  (ISBN 2844144969)
- Le Sens (Delcourt, Hors collection, 13 novembre 2014)
- Otto, l'homme réécrit[10], Delcourt, octobre 2016,  (ISBN 978-2-7560-8019-2) - Sélection officielle du Festival d'Angoulême 2017
- Le livre des livres, Delcourt, 2017,  (ISBN 978-2-413-00232-1)
- 3 rêveries (Homo Temporis, Homo Logos, Homo Faber) (Éditions Delcourt, 2018)
- Le sel et le ciel (éditions L'Association, 2021)  (ISBN 9782844148322)
- L'oeuvre-piège (éditions L'Association, 2022)  (ISBN 9782844148711)
- Deep Me (éditions Delcourt, 2022)  (ISBN 9782413044512)
- Deep it, Delcourt, 2024 (ISBN 978-2-413-08162-3)

### Autres travaux
- Répertoire professionnel de la bande dessinée francophone 1998/1999 (éditions Musée de la bande dessinée, 1997)  (ISBN 2907848119) - Dessins de couverture et flipbook étendu sur toutes les pages à partir de la page 5 jusqu'à la page 175.
- Coffret Kafka / Fiches rassemblant des dessins de Marc-Antoine Mathieu avec les Fiches de Zürau (aphorismes de Zürau) de Franz Kafka (traduits par Robert Kahn), des lectures de textes par Denis Lavant, et des créations musicales et vidéos de Wilfried Wendling - éditions Nous et La Muse en Circuit, 2024  (ISBN 9782370841438)
- Affiche de l'édition 2025 du tournoi de tennis de Roland-Garros

## Distinctions
- 1991 : Alph-Art coup de cœur du festival d'Angoulême pour L'Origine
- 1994 : Alph-Art de la meilleure histoire au festival d'Angoulême pour Le Processus
- 2001 : Prix La Nouvelle République pour Julius Corentin Acquefacques, Delcourt
- 2002 : Grand Prix de la Ville de Sierre au Festival de Sierre pour Le Dessin
- 2009 : Prix La Nouvelle République pour Dieu en personne, Delcourt
- 2010 :  Grand prix de la critique de l'ACBD pour Dieu en personne

#### Interviews
- Marc-Antoine Mathieu (interviewé par Christelle et Bertrand Pissavy-Yvernault), « L'Invité : Marc-Antoine Mathieu », DBD, no 14 (cahier n°2),‎ mars 2002, p. 51-56.
- François Fièvre, Ombres et bande dessinée : aux origines (rêvées) de l’art, IconoConte (1er juillet 2020)
- Marc-Antoine Mathieu (interviewé par Cathia Engelbach), « Marc-Antoine Mathieu : dans les profondeurs de l'horizon », Les Arts dessinés, n°27, Juillet/Septembre 2024, p. 52-59